# Lisboa Navigators
Os Lisboa Navigators foram a terceira equipa a surgir no panorama do futebol americano em Portugal, em Abril de 2007, sendo que o projecto dos Navigators surgiu após alguns ex-membros dos Crusaders terem decidido fundar uma outra equipa em Lisboa. Liderado por David Nunes da Silva, com apoio de Eduardo Baena Nunes da Silva, Miguel Tanganho, Miguel Moura, Bruno Costa e David Sozinho o projecto entrou em parceria com o Clube Parque das Naçoes presidido pelo Dr, José Moreno o que disponibilizou para o clube financiar todo o equipamento e logistica.
Os Navigators fizeram o seu primeiro jogo amigável perante os Crusaders num jogo de 7x7 com os Crusaders onde ganhou pela primeira vez.
Após ter tirado um curso de futebol americano na catalunha, David Silva inscreveu , a convite da federação espanhola de futebol americano, o clube NAVIGATORS na 2ª divisão espanhola denominada LNFA2. Equipas como Black Demons, Malaga Suns, Renegades do Porto (também inscritos) entre outras foram equipas às quais os Navigators defrontaram com enorme ambiçao. A nivel de curiosidade os Lisboa Navigators durante um bom tempo não tinham campo próprio e tiveram excelentes prestações na 2ª divisão espanhola
Os Navigators tiveram duas participações na 2ª divisão da Liga Espanhola de Futebol Americano (LNFA2), onde conseguiram amealhar experiência que lhes foi vital para o futuro do clube. Na sua primeira época terminaram na 9ª posição no total de 18 equipas. Os Navigators, na segunda época na LNFA2 conseguiram chegar às meias finais da competição onde perderam ante os Valencia Giants. Foi o melhor resultado registado por uma equipa portuguesa na LNFA2.
Na I LPFA, os Navigators tiveram uma excelente prestação e venceram a competição onde eram favoritos, à partida. Foi uma época de estreias mas a experiência adquirida na liga espanhola veio a ser fundamental para sagrar os Navigators como os primeiros campeões de futebol americano em Portugal. A final foi disputada contra a equipa revelação da prova, os Lumberjacks, e apesar do favoritismo dos Navigators, os Lumberjacks nunca se mostraram derrotados e lutaram até ao último apito numa final extremamente disputada.
Na II LPFA, os Navigators tiveram que elevar o seu nível pois todas as outras equipas melhoraram em relação à época anterior e a vontade de vencer era maior em todas as equipas. Na época regular os Navigators conseguiram vencer todos os seus jogos e passaram para os playoffs onde iriam defrontar os Black Towers. Nesse jogo os Navigators receberam e venceram os Black Towers e visto que os Lumberjacks venceram os Crusaders no outro jogo de playoffs, iriamos ter uma re-edição da final do ano passado entre os Navigators e Lumberjacks. A final da II LPFA veio a ser um jogo extremamente equilibrado e disputado até ao fim, com as quatro estações a marcarem presença dentro de campo - com muito sol e muita chuva durante o decorrer do jogo - este jogo viria a ser, muito provavelmente, o melhor jogo de futebol americano a ser disputado até ao momento em Portugal, por equipas portuguesas. O resultado final foi de 37-27 para os Navigators que se sagraram assim bi-campeões da LPFA.
Na III LPFA os Navigators continuaram a jogar ao seu melhor nível e fizeram outra temporada sem perder um jogo. Alcançaram a final onde encontraram os Maximinos Warriors, num jogo que foi disputado no estádio 1º de Maio, em Braga, sendo que venceram por 26-7. Uma final que fica marcada por uma excelente organização e que elevou o Futebol Americano em Portugal para outro patamar.
A IV LPFA elevou ainda mais o Futebol Americano em Portugal. Com uma participação recorde de 10 equipas, foi a liga mais competitiva que tivemos oportunidade de ver até ao momento. Os Navigators  viriam a sofrer a sua primeira derrota na história da equipa na competição, quando perderam 46-32 contra os Crusaders. No entanto, após terminarem em primeiro lugar na fase regular da competição, do grupo sul, os Navigators voltariam a defrontar os Crusaders para um lugar na final da competição. Desta feita, os Navigators venceram 42-19 e avançaram para a grande final onde defrontariam os estreantes Mutts. Num jogo organizado pela APDFA, realizado nas Olaias, palco da primeira final da competição, os Navigators venceriam 20-12 num jogo que foi, muito provavelmente, a final mais renhida que assistimos até esta data. Uma final marcada por um jogo muito físico e que dignificou este fantástico desporto.